# Московський державний університет культури і мистецтв
Московський державний університет культури і мистецтв (рос. Московский государственный университет культуры и искусств) — вищий навчальний заклад у Москві.

## Історія
Створений в 1930 році за сприянням Надії Крупської як Московський бібліотечний інститут.
- У 1936 р. переведений в місто Хімки.
- У 1964 р. перейменований в Московський державний інститут культури.
- У 1994 році отримав статус університету.
- У 1999 році перейменований в Московський державний університет культури і мистецтв (МГУКИ).
- У 1994 році Міністерством освіти РФ і Міністерством культури РФ університет було визначено як базовий навчальний заклад, де було створене Навчально-методичне об'єднання вищих навчальних закладів РФ про освіту в галузі народної художньої культури, социально-культурної діяльності та інформаційних ресурсів.

## Структура університету

### Інститути
- Бібліотечно-інформаційний інститут
- Інститут культурології та музеєзнавства
- Інститут музики
- Інститут МАСС МЕДІА
- Інститут економіки, управління та права
- Інститут додаткової професійної освіти
- Науково-дослідний інститут

### Факультети
- Факультет народної художньої культури та дизайну
- Факультет соціально-культурної діяльності
- Театрально-режисерський факультет
- Міжнародний факультет
- Хореографічний факультет

### Адміністративні підрозділи
- Навчально-методичне управління
- Відділ якості та сертифікації освіти
- Аспірантура, докторантура
- Наукова бібліотека
- Навчально-творчий центр
- Відділ з соціально-виховної роботи

## Відомі випускники
- Анастасія Чернобровіна — російська телеведуча;
- Надія Дорофєєва — українська співачка;
- Богдан Титомир - російський реп виконавець і співак.